# Federico Schwartz
Federico Schwartz y Luna (Madrid, 1851 – Barcelona, 1929) fue un abogado y político español. 

## Biografía
Fue catedrático de filosofía y letras en las Universidades de Zaragoza, Barcelona y Granada. También fue miembro de la Sociedad Económica Barcelonesa de Amigos del País.
El 1891 fue secretario de la Junta Provincial de Barcelona del Partido Liberal Fusionista, con el que fue escogido regidor en el Ayuntamiento de Barcelona en 1891 y diputado en la Diputación de Barcelona en 1886 y 1894. El 1901 fue nombrado gobernador civil de Lérida. Posteriormente fue gobernador civil de Gerona (1909), Tarragona y Zamora en 1929.

## Obras
- Manual de Novells Ardits vulgarment apel·lat Dietari del Antich Consell Barceloní (1892) con Francesc Carreras.[3]